# Fahrenholzia tribulosa
Fahrenholzia tribulosa – gatunek wszy z rodziny Polyplacidae, pasożytujący  na chomikomyszce kalifornijskiej (Chaetodipus californicus). Powoduje wszawicę.
Samica wielkości 1,4-1,5 mm, samiec dużo mniejszy, wielkości 1,1 mm. Wszy te mają ciało silnie spłaszczone grzbietowo-brzusznie. Przednia para nóg jest wyraźnie mniejsza i słabsza, zakończona słabym pazurem. Samica składa jaja zwane gnidami, które są mocowane specjalnym "cementem" u nasady włosa nosiciela. Rozwój osobniczy po wykluciu się z jaja trwa około 14 dni i występują w nim 3 stadia larwalne; larwy od osobników dorosłych różnią się tylko wielkością.
Wesz ta pasożytuje na skórze. Żywi się krwią, którą ssie 2–3 razy dziennie. Występuje w Ameryce Północnej, na terenie Arizony i Kalifornii.